# Howard Jones (músico estadounidense)
Howard Jones (Columbus, 20 de julio de 1970) es un músico estadounidense y vocalista de la banda metalcore Light The Torch, anteriormente de Killswitch Engage posición que ostentaba desde 2002, hasta 2012 anunciando su salida. Jesse Leach es ahora su reemplazo. Anteriormente, Jones había trabajado en el grupo también de metalcore Blood Has Been Shed. Con Killswitch Engage, Jones editó hasta la fecha tres álbumes de estudio, The End of Heartache, As Daylight Dies y Killswitch Engage. Actualmente se espera una colaboración suya junto a Jared Dines bajo el nombre de SION
El 4 de enero de 2012, Killswitch Engage hace un anunció público en su página oficial y en su Fan Page de Facebook, en la que describe la repentina salida de Howard de la banda: "Hemos decidido continuar sin Howard Jones como el cantante de Killswitch Engage", pronuncia el comunicado, pero después, Jones declaró el motivo de su salida publicando:

"Bien, creo que voy a arrojar un poco de luz sin profundizar demasiado. Como algunos de vosotros sabéis, he tenido un par de años interesantes, luchando con algunos problemas personales. Uno de los puntos negativos fue el diagnóstico de diabetes del tipo2, que no había sido detectada en años. El resto de la banda se estancó conmigo y, para ser sincero, son los únicos que me han hecho seguir adelante. La experiencia en sí definitivamente me asustó.

Recientemente todos hemos estado escribiendo, pero de alguna forma no he podido emocionarme por el nuevo álbum y todo el tour que vendría con él. Los demás lo vieron antes que yo. Posteriormente me di cuenta de que mi corazón no se encontraba en ello. Tuve una impresionante década con Killswitch Engage. Agradezco enormemente a la banda por haber estado aguantando y manteniéndose por mi sin importar lo mal que estuviera. Tengo muy buenos recuerdos, y esos son los únicos que guardaré."

Jones solía llevar un estilo de vida straight edge. En la actualidad comparte una pasión por el cannabis medicinal junto con su amigo y colega en Killswitch Engage Jesse Leach.

## Discografía

### ConBlood Has Been Shed
- I Dwell on Thoughts of You 1999, (Ferret Records)
- Novella of Uriel 2001, (Ferret Records)
- Spirals 2003, (Ferret Records)
- Enloco Tacoa (2009)

### ConKillswitch Engage
- Relanzamiento de Alive or Just Breathing 2003
- The End of Heartache 2004, (Roadrunner Records)
- As Daylight Dies 2006, (Roadrunner Records)
- Killswitch Engage 2009, (Roadrunner Records)

### Con Devil You Know
- The Beauty of Destruction (2014, Nuclear Blast)[4]
- They Bleed Red (2015, Nuclear Blast)

### ConLight The Torch
- Revival (2018, Nuclear Blast)

### Como invitado
- 36 Crazyfists – Rest Inside the Flames ("Elysium")
- Demon Hunter – Summer of Darkness ("Our Faces Fall Apart")
- Eighteen Visions – Vanity ("One Hell of a Prize Fighter")
- Every Time I Die – Last Night in Town ("Punch-Drunk Punk Rock Romance")
- Fragment Metal – Answers ("Inertia")
- Roadrunner United – All-Star Sessions ("The Dagger")
- Throwdown – Vendetta ("The World Behind")
- Ill Bill – The Hour of Reprisal ("Babylon")
- Believer – Gabriel ("The Brave")
- Asking Alexandria - Until The End ("From Death to Destiny")
- Within Temptation - Dangerous ("Hydra")
- Violent New Breed - Bury Me
- Killswitch Engage - The Signal Fire ("Atonement")

### Álbumes producidos por Howard Jones
- Twelve Tribes – The Rebirth of Tragedy (2004)
- Twelve Tribes – Midwest Pandemic (2006)